# Georgette Vallejo
Pour les articles homonymes, voir Vallejo.
Georgette Marie Philippart Travers, plus connue sous le nom de Georgette Vallejo, née à Paris en 1908 et morte à Lima en 1984, est une écrivaine et poétesse française, épouse du poète péruvien César Vallejo.
On lui doit la préservation et la diffusion de l’œuvre de César Vallejo à travers le monde.

## Enfance et adolescence
Georgette Marie est née à Paris le 7 janvier 1908. Ses parents, Alexandre Philippart et Marie Travers, sont jeunes. Ils n'ont jamais vécu ensemble et ne se sont jamais mariés. Georgette ne connaît pas son père, engagé dans l'armée en 1906. Sa mère étant encore mineure à sa naissance, elle porte le nom de son grand-père maternel, Travers.
En 1914, elle est atteinte de la tuberculose. La même année, la Première Guerre mondiale éclate. Son père meurt d'une grave blessure dans la bataille du Marne. Dans son testament, officialisé en 1917, il reconnaît Georgette qui porte, dès lors, le nom de Philippart.
Durant la guerre, la petite Georgette est envoyée en Bretagne. Elle passe sa scolarité au collège Sévigné de Vitré jusqu'en 1922.
Elle rejoint ensuite Paris et apprend le métier de couturière dans l'atelier de sa mère, puis travaille dans des maisons de couture, dont celle de Jeanne Lanvin, qui fonde sa maison en France après avoir travaillé chez Caroline Montagne Roux à Barcelone.
Georgette poursuit ses études à Londres, puis revient à Paris en 1924. Le jour, elle travaille, la nuit, elle étudie la musique et l'espagnol. Elle vit avec sa mère, rue Molière, face à l'hôtel où réside César Vallejo.

## Vie avec César Vallejo

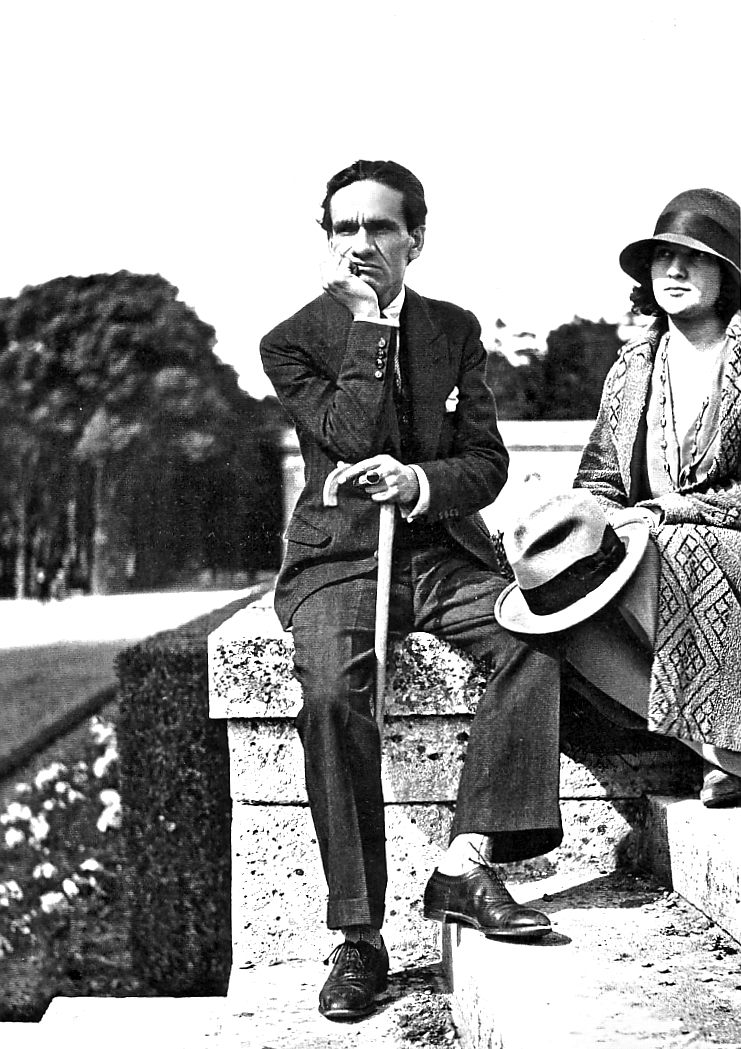
Vallejo et Georgette à Paris.

Georgette rencontre César Vallejo en février 1927, rue de Montpensier, près de l'Hôtel Richelieu, où Vallejo habite avec Henriette Maisse.
César Vallejo l'invite au Carillon, un café de l'avenue de l'Opéra, où il a l'habitude de prendre le petit déjeuner et de lire les journaux.
La mère de Georgette s'oppose à cette idylle  naissante qui n'offre aucune sécurité pécuniaire à sa fille, mais elle meurt le 12 novembre 1928. Georgette achète une sépulture avec deux emplacements dans le cimetière de Montrouge.
César Vallejo lui propose alors de partager sa vie.
En 1929, Georgette reçoit l'héritage de ses parents (280 000 francs) et emménage avec Vallejo. En septembre, grâce à ces ressources, le couple part en voyage en Union soviétique et en Europe.
En mars 1930, ils se rendent en Espagne, où Vallejo réédite son recueil de poèmes Trilce que Juan Larrea a fait connaître à José Bergamín et Gerardo Diego.
Le couple revient ensuite à Paris. Ils sont marxistes et s'engagent dans les lutte sociales antifascistes de l'époque. Vallejo garde des liens avec l'URSS et lit assidument le quotidien L'Humanité : le gouvernement le soupçonne et ordonne son expulsion le 2 décembre 1930.
Vallejo publie à Madrid Rusia en 1931, chroniques de son expérience en Russie. C'est un succès éditorial qui lui permet d'avoir des revenus, mais, très vite, la situation financière du couple se dégrade, ses œuvres littéraires empreintes de marxisme étant rejetées par les éditeurs. Pour survivre, Vallejo réalise des traductions.
Le couple rentre à Paris en janvier 1932 après la levée de l'interdiction de territoire. Mais leur situation financière est très mauvaise. Georgette doit vendre l'appartement qu'elle a reçu en héritage. Le couple habite dès lors dans les hôtels. Le 11 octobre 1934, après six ans de vie commune, le couple se marie dans le 15e arrondissement. Les témoins sont le peintre Ismael González de la Serna, ami de Federico García Lorca, et sa femme, Suzanne Putois. Ils vivent au 41, boulevard Garibaldi, avant d'emménager à l'Hôtel du Maine en 1936.
En 1936, lorsque la guerre d'Espagne éclate, le couple, fidèle à ses principes, se range activement aux côtés des Républicains et s'engage dans la lutte antifasciste.
Après une année 1937 durant laquelle il écrit beaucoup, César tombe malade le 13 mars 1938. Il meurt le 15 avril 1938, à 46 ans. Georgette le fait inhumer au cimetière de Montrouge.

## Postérité de l’œuvre de César Vallejo
En 1939, avec Raúl Porras Barrenechea, elle traduit et fait publier à titre posthume l’œuvre phare de César Vallejo : Poèmes humains.
Durant l'occupation nazie à Paris, elle cache tous ses manuscrits, les sauvant ainsi de la destruction.
En 1951, elle entreprend un grand voyage au Pérou, sur les traces de son mari. Elle débute alors son travail de faire respecter et diffuser l’œuvre de César Vallejo.
Le 3 avril 1970, Georgette fait transférer la dépouille de son mari au cimetière du Montparnasse, selon ses volontés.
Sa santé décline au mois de novembre 1978, à 70 ans. Exténuée par les escaliers de sa maison, elle souffre d'une hémiplégie partielle et d'arthrose.
Elle meurt le 3 décembre 1984 à Lima.

## Œuvres de Georgette Vallejo
- Masque de chaux (Máscara de cal), Lima, UNMSM, 1964. Recueil de poèmes consacrés à Vallejo et à sa mère Marie Travers.
- Apuntes biográficos sobre poemas en prosa y poemas humanos, Lima, Francisco Moncloa Editores, 1968. Il s'agit de son autobiographie, qui éclaire également sur le parcours et l'œuvre de son mari.
- Allá ellos, allá ellos, allá ellos, Lima, 1978. Autre ouvrage autobiographique.